# Riproduzione asessuata

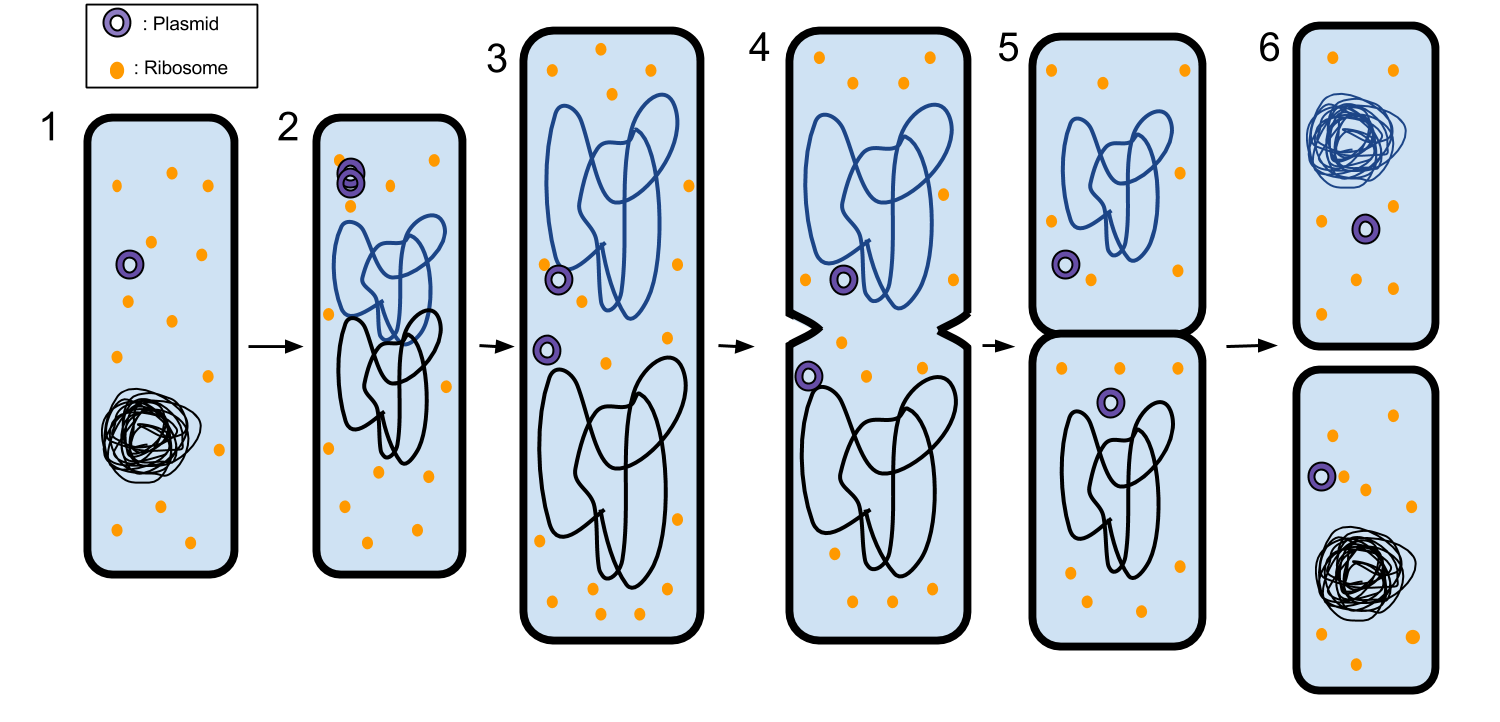
Scissione binaria batterica. Quella della scissione, è la modalità di riproduzione asessuata più diffusa.

La riproduzione asessuata ( o agametica, o vegetativa, o agamica, o più semplicemente agamia) è il processo che consente la formazione di nuovi organismi da un singolo organismo, unicellulare o pluricellulare.
Negli Eukaryota è basata fondamentalmente sulla mitosi e produce un insieme di discendenti, che costituiscono un clone, identici all'individuo generante. Nei Prokaryota si ha solo riproduzione per scissione, che produce comunque cloni cellulari della cellula di partenza ma con un processo semplificato rispetto alla mitosi.

## Classificazione

### Riproduzione nello stadio adulto
- Scissione[4]: dove un individuo generante produce individui generati assolutamente identici tra di loro e al generante attraverso la divisione del suo corpo. Quando la divisione avviene separando la cellula in due parti identiche, si parla di scissione binaria (tipico di batteri, protisti e di alcuni platelminti), altrimenti si ha una scissione multipla con la formazione di numerosi individui, grazie ad un solo fenomeno riproduttivo (anellidi[5], cnidari[6], apicomplexa).
- Gemmazione[4] o paratomia[7]: prevede la formazione di gemme laterali che fuoriescono dalla parete dell'individuo; allora le gemme si separano definitivamente dando vita a nuovi organismi o rimangono unite con il genitore formando una colonia, come nel caso dei coralli ed altri cnidari. È particolarmente diffusa fra gli organismi sessili. Si può parlare di gemmazione anche nel caso in cui una normale scissione produce due cellule figlie dalle dimensioni diverse e contenuto citoplasmatico non egualmente ripartito.
- Frammentazione[4] o architomia[8]: in cui una parte dell'organismo che si distacca rigenera un individuo completo, e al contrario della gemmazione, vi è una riorganizzazione della parte distaccata essendo questa solo un frammento, e non una gemma vera e propria. La si nota frequentemente tra i vegetali, come nei bulbi delle liliaceae che producono bulbilli laterali.[5] Una forma particolare di frammentazione è visibile in alcune attinie attraverso un procedimento detto lacerazione pedale,[6] che consiste nella perdita di cellule del piede dell'animale abbandonate sul substrato, le quali si moltiplicano generando individui completi. La frammentazione non va confusa con l'autotomia, ovvero l'autoamputazione di parti del corpo a scopo antipredatorio o riproduttivo[9]. Un esempio sono le lucertole che perdono la coda per distrarre il predatore. La frammentazione avviene tramite produzione di:[10]
  - Ormogoni: tipici dei cianobatteri, in cui si staccano gruppi di cellule (detti appunto ormogoni) che andranno a formare una nuova colonia;[11]
  - Sclerozii: strutture con la capacità di sopravvivere per diverso tempo come corpi indipendente all'organismo che li ha prodotti. Tipici dei funghi;[12]
  - Propaguli: come talee, margotte, bulbilli e gemme avventizie. I primi due sono artificiali, gli altri sono anche naturali. La talea è un fiore, che viene staccato e ripiantato per ricreare una nuova pianta, e la margotta, è un ramo portato a terra, che forma una nuova pianta, staccato solo quando ha messo le radici. Il bulbillo è un piccolo bulbo che nasce su una pianta bulbosa, che poi permette la dispersione, e la gemma avventizia nasce dagli apici vegetativi della pianta per formare rami, ma se si distacca, ricrea un nuovo individuo. In presenza di partenocarpia, questi metodi, sono l'unica possibilità per una pianta per avere dei discendenti.

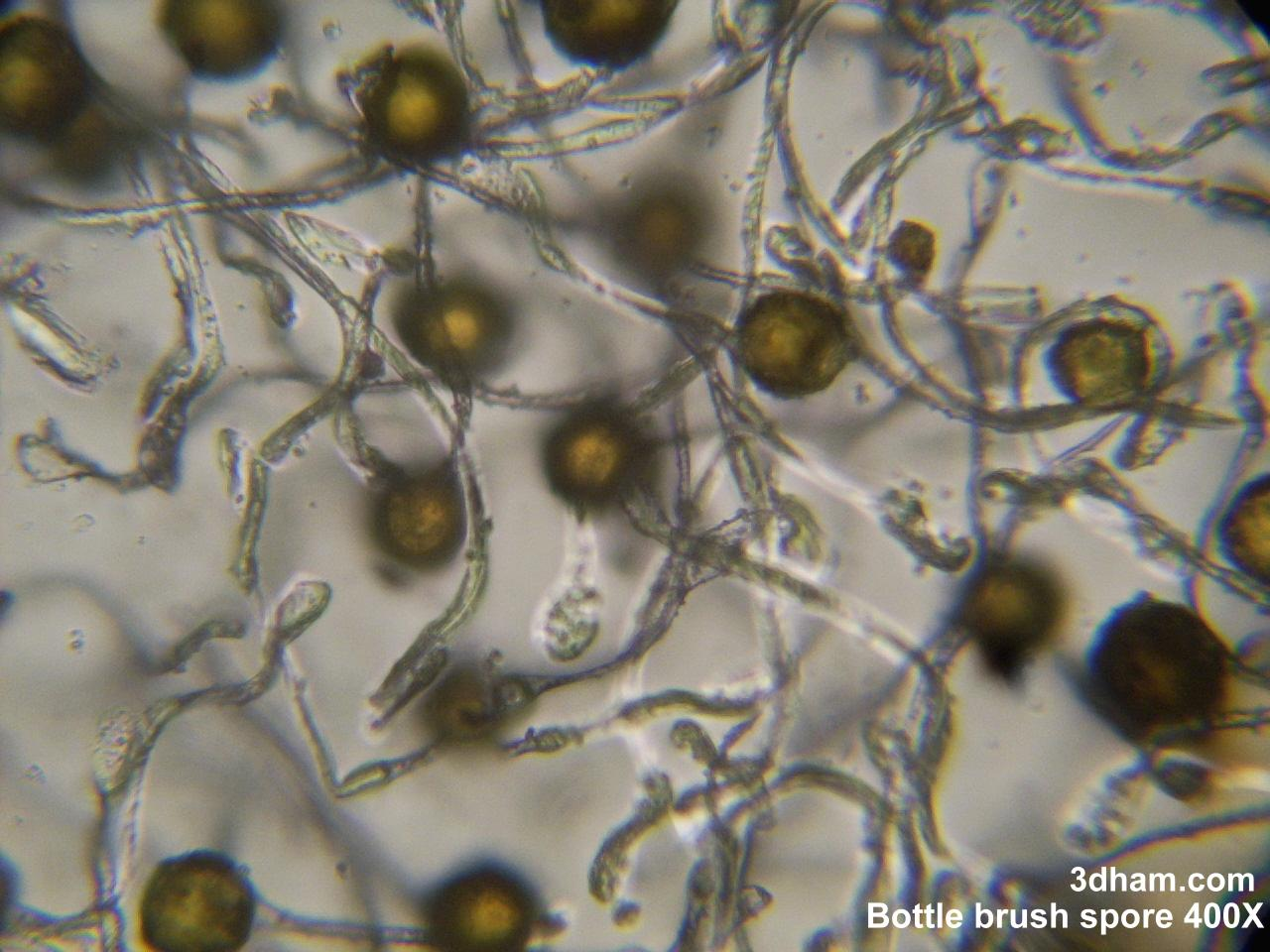
Spore di Equisetum ingrandite x400

- Sporulazione: consiste nella produzione di mitospore da sporocisti unicellulari, o da sporangi pluricellulari, in grado di generare un nuovo individuo in contesti ambientali favorevoli.[4] Con flagelli sono dette zoospore, senza aplanospore. Nei funghi abbiamo le conidiospore prodotte all'esterno dello sporocisti.[13]
- Sporogonia: consiste nella produzione di meiospore che generano individui completi. Ad ogni evento quindi, si dimezza la ploidia, e per questo, la sporogonia deve essere accompagnata da successivi eventi di fecondazione tramite gameti in un ciclo aplodiplonte.

### Riproduzione negli stadi giovanili
- Poliembrionia: divisione in più parti dello zigote o dell'embrione nei primissimi stadi di sviluppo, di solito durante la segmentazione (i gemelli monozigotici ne sono un esempio).[4]
- Amplificazione larvale: simile alla poliembrionia, ma avviene in uno stato più avanzato, dove sono le larve a separarsi in altri individui (tipica di platelminti).[14] Questa riproduzione è effettuata anche per scopi antipredatori, come dimostrato dal dollaro della sabbia.[15]

## Organismi pluricellulari
Il problema più importante che si pone nella riproduzione asessuata degli organismi pluricellulari è quello di spiegare come un organismo ormai adulto e differenziato possa iniziare la formazione di parti corporee di un nuovo individuo, cioè come possa realizzare una spiccata attività organogenetica, propria degli embrioni. La soluzione di questo problema la si trae dall'osservazione dei numerosi casi di riproduzione agamica, ove si rende evidente che i nuovi processi morfogenetici che hanno luogo nell'animale adulto sono legati alla persistenza, nell'organismo differenziato, di cellule indifferenziate, e quindi capaci di originare più tipi cellulari.
In casi estremi, come in certi Poriferi e Platelminti, il nuovo organismo sembra originarsi addirittura da una sola cellula, avendo così la totipotenza che è normalmente esclusiva dello zigote. Le piante sono soggette di più a questo fenomeno, rispetto agli animali, in quanto esse sono istologicamente più semplici di questi.
A proposito di piante, in botanica e agronomia, si fa talvolta distinzione fra riproduzione agamica vera e propria e riproduzione vegetativa: nel primo caso la riproduzione si attua con la differenziazione di cellule riproduttive, talvolta con la costruzione di corpi fruttiferi veri e propri, nel secondo caso si attua per mezzo di cellule somatiche non differenziate o per il distacco di porzioni dell'organismo. Tale distinzione è tuttavia priva di rigore in quanto in genere riproduzione vegetativa è sinonimo di riproduzione agamica.

## Bilancio

### Vantaggi
Produzione di discendente, a parità di tempo con la riproduzione sessuata, molto maggiore. Inoltre basta anche un solo individuo che viene introdotto in un nuovo ambiente, perché si rigeneri un'intera popolazione.

### Svantaggi
Scarsissima biodiversità genetica, se non inesistente, dovuta alle mutazioni genetiche che di tanto in tanto caratterizzano gli individui. Nel caso di cambiamenti radicali all'interno dell'ecosistema, la popolazione rischia facilmente l'estinzione.